# Josef Monatzeder

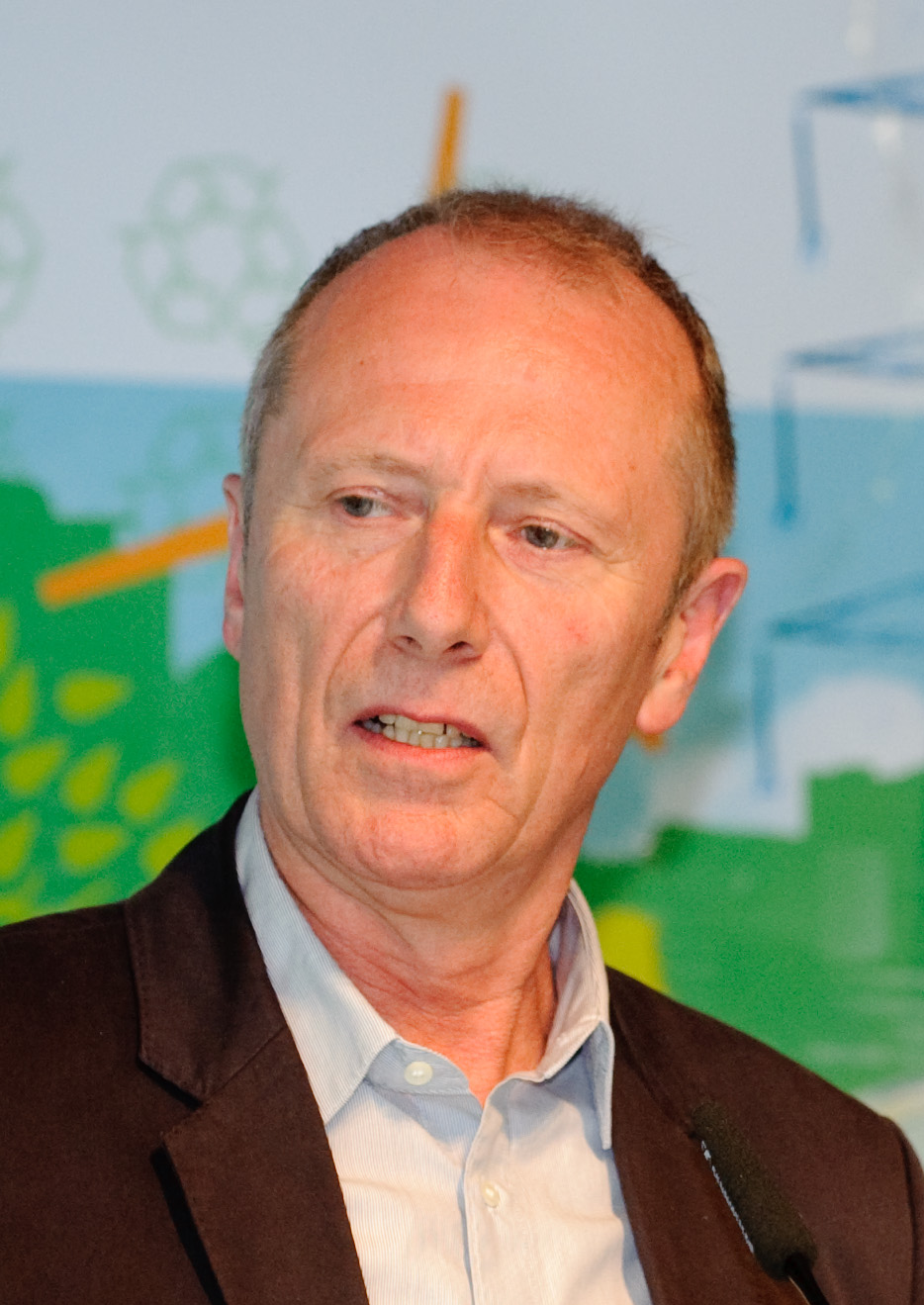
Josef „Hep“ Monatzeder (2010)

Josef „Hep“ Monatzeder (* 5. August 1951 in Siegenburg) ist ein deutscher Politiker (Bündnis 90/Die Grünen), Politologe, und Sozialpädagoge und war von 1996 bis 2014 Dritter Bürgermeister von München. Von 2018 bis 2023 war er Abgeordneter im Bayerischen Landtag.

## Leben
Josef Monatzeder ist Sozialpädagoge und Politikwissenschaftler. Er lebt seit 1968 in München und hat zwei erwachsene Kinder. Vor seiner politischen Karriere war Hep Monatzeder Gesamtleiter der sozialen Einrichtungen im Schulzentrum München-Johanneskirchen.
Von 1990 bis 2018 saß Monatzeder für Die Grünen im Münchner Stadtrat. Am 2. Mai 1996 wurde er zum Dritten Bürgermeister gewählt; dieses Amt hatte er bis 2014 inne. 
Für die Wahlen zum Oberbürgermeister am 3. März 2002 sowie am 2. März 2008 trat er als Kandidat seiner Partei an und erreichte 2,7 beziehungsweise 3,4 Prozent der Stimmen. Beim Mitgliederentscheid der Münchner Grünen über die OB-Kandidatur 2014 verlor Monatzeder gegen seine Herausforderin Sabine Nallinger. In der Stadtratssitzung am 21. Mai 2014 wurde die SPD-Politikerin Christine Strobl zu seiner Nachfolgerin als Dritte Bürgermeisterin gewählt.
Monatzeder holte 2007 die internationale Velo-City-Konferenz nach München. Danach wurden vom Münchner Stadtrat ein eigener Verkehrsentwicklungsplan für den Radverkehr und die Radlhauptstadt-Kampagne beschlossen. 2013 war München auf Anregung Monatzeders Gastgeber der internationalen Fußverkehrskonferenz Walk21. Die Konferenzergebnisse fließen u. a. in die Neugestaltung öffentlicher Plätze in München ein. 
Am 1. April 2013 trat er als Nachfolger von Dieter Schneider das Präsidentenamt beim TSV 1860 München an, nachdem er zuvor bereits mehrere Jahre lang dem Aufsichtsrat des Vereins angehört hatte. Nachdem er bei der Delegiertenversammlung des Vereins am 25. April 2013 nicht bestätigt worden war, trat er das Amt im Juli 2013 an Gerhard Mayrhofer ab.
Bei der Landtagswahl in Bayern 2018 wurde er in den Bayerischen Landtag gewählt. Dort war er Mitglied des Ausschusses für Bundes- und Europaangelegenheiten sowie regionale Beziehungen. Bei der Landtagswahl 2023 trat er nicht erneut an.
Er ist Tänzer, Taucher und Schlagzeuger in einer Band. Besonders setzte er sich unter anderem für die seit 1996 bestehende Städtepartnerschaft Münchens mit Harare ein.

## Auszeichnungen (Auswahl)
- 2023: Bayerischer Verdienstorden[5]